# 王燕崎
王燕崎（1966年4月—），男性，山东荣成人，中共党员，中华人民共和国政治人物、軍事人物，拥有中国人民解放军少将军衔。
曾任中国人民解放军成都军区空军副参谋长、西部战区空军副参谋长、南部战区空军副司令员，2023年9月，转任重庆警备区司令员。2024年1月，出任中共重庆市委常委。